# 津市役所

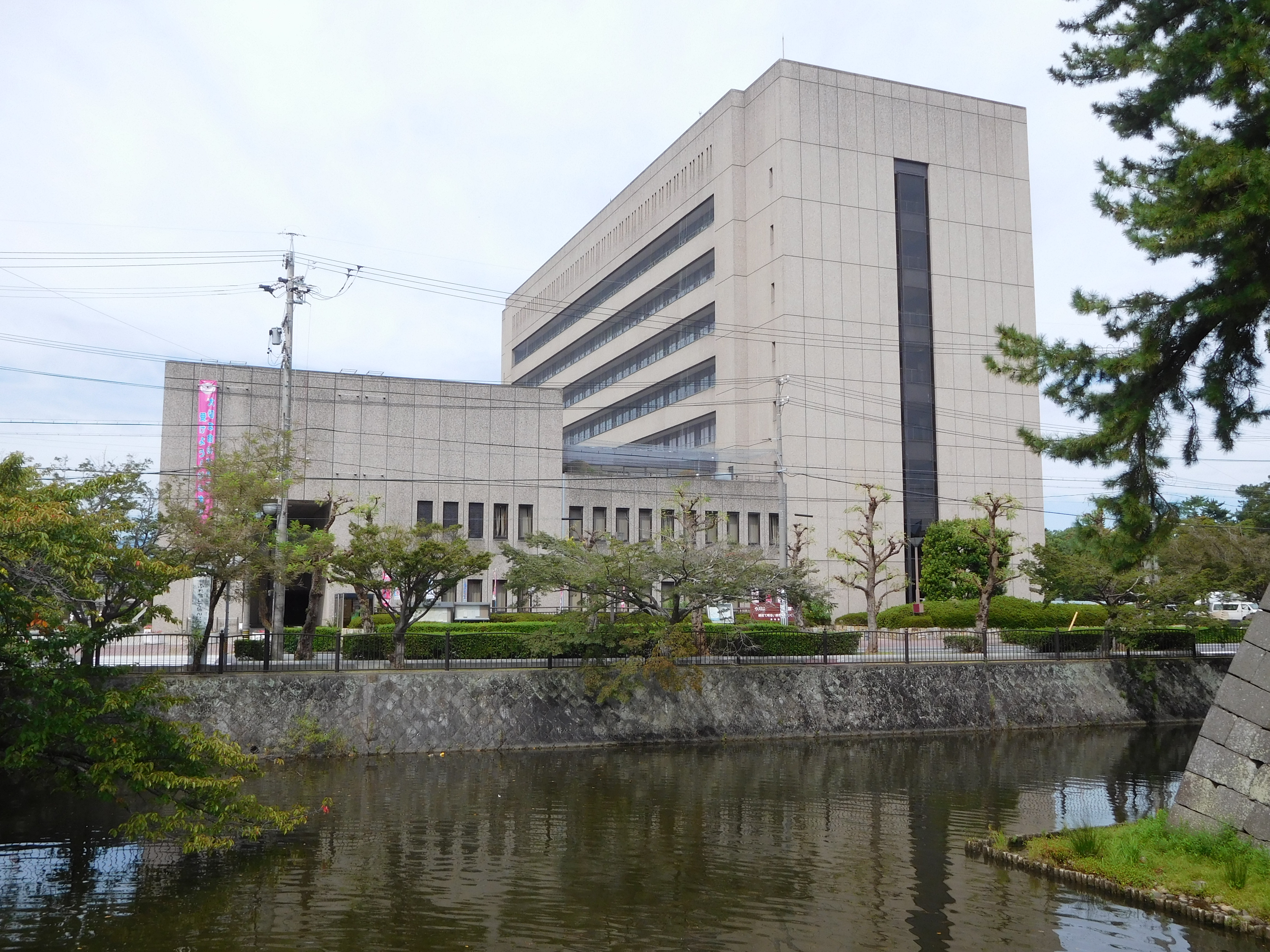
津市役所

津市役所（つしやくしょ）は、日本の地方公共団体である津市の組織が入る施設（役所）。もとは大門町にあったが、1979年（昭和54年）に現在地に移転した。

## 本庁舎

### 住所
- 〒514-8611：三重県津市西丸之内23番1号

### アクセス
- 津新町駅（近鉄名古屋線）から徒歩で約10分。
- 津駅（JR紀勢本線、近鉄名古屋線、伊勢鉄道伊勢線）より車で約5分。

### 開庁時間
- 月曜日から金曜日の8時30分から17時15分（土曜日・日曜日・祝日・年末年始を除く）。

### 庁舎
| 階 | 概 要 |
| -- | --- |
| 8F | 防災危機管理課、選挙管理委員会事務局、監査事務局 |
| 7F | 総務課、法務室、調達契約課、教育総務課、学校教育課、教育研究支援課、人権教育課 |
| 6F | 人事課（人事政策、給与厚生）、財産管理課、農林水産政策課、水産振興室、農業基盤整備課、農業委員会事務局、市営住宅課、営繕課、生涯学習課（生涯学習振興、文化財）                       |
| 5F | 都市計画課、開発指導室、交通政策課、都市整備課、建設政策課、建設指導課、建設維持課、事業調整室                                                                                       |
| 4F | 秘書課、政策課、地域振興室、財政課 |
| 3F | 広報室、検査課、市民交流課（企画管理、交通安全）、国際・国内交流室、人権課、地域調整室、男女共同参画室、環境政策課、環境保全課、新最終処分場建設推進課                               |
| 2F | 情報企画課、市民税課、資産税課、収税課 |
| 1F | 市民交流課（広聴相談、市民活動）、市民課、福祉政策課、こども家庭課、こども総合支援室、高齢福祉課、障がい福祉課、介護保険課、地域包括支援センター、保険年金課、医療助成室、会計管理室 |
|    | 議会棟 |
| 2F | 議場、委員会室 |
| 1F | 議会総務課、議事課 |

なお、庁舎地下で運営された地下食堂（2003年度からは魚国総本社三重支社に運営委託）は2024年（令和6年）3月29日で閉店し、同年4月中旬からはコンビニエンスストア（ファミリーマート）が入る。

## その他の庁舎
| 津リージョンプラザ（津市西丸之内23-1） - 行政経営課 - 人事課（研修担当） - 中央保健センター - 津図書館 - 津リージョンプラザ総合管理事務室 社会福祉センター（津市丸之内27-10） - 援護課 東分庁舎（津市大門7-15津センターパレス内） - スポーツ・文化振興室（スポーツ振興課、文化振興課） - 商工観光部（産業政策振興課、商業労政振興課、観光振興課） - 生涯学習課（青少年） 水道局庁舎（津市殿村5） - 下水道部（下水道政策課、下水道建設課、下水道施設課） - 水道局（水道総務課、営業課、工務課、浄水課） 久居庁舎（津市久居東鷹跡町246） - 久居保健センター - 久居総合支所 - 久居水道事業所 - 教育委員会事務局久居事務所 - 財務部収税課の一部 久居分庁舎（津市久居東鷹跡町1-1） - 都市計画部久居工事事務所 河芸庁舎（津市河芸町浜田808） - 商工観光部企業立地課の一部 - 土地開発公社 - 河芸総合支所 - 教育委員会事務局河芸事務所 | 芸濃庁舎（津市芸濃町椋本6141-1） - 安芸水道事業所 - 教育委員会事務局芸濃事務所 - 芸濃総合支所 美里庁舎（津市美里町三郷48-1） - 農林水産部農業共済室 - 美里総合支所 - 教育委員会事務局美里事務所は市美里文化センター内にある。 安濃庁舎（津市安濃町東観音寺483） - 安濃総合支所 - 教育委員会事務局安濃事務所 香良洲庁舎（津市香良洲町1878） - 香良洲総合支所 一志庁舎（津市一志町田尻593-2） - 教育委員会事務局一志事務所 - 一志総合支所 白山庁舎（津市白山町川口892） - 教育委員会事務局白山事務所 - 農林水産部林業振興室 - 白山総合支所 - 一志水道事業所 美杉庁舎（津市美杉町八知5828-1） - 美杉総合支所 - 教育委員会事務局美杉事務所 - 一志水道事業所美杉分室 |